# Roelof van Wering
Roelof van Wering (Groningen, 3 januari 1873 - Oude Pekela, 4 november 1918) was een Nederlandse arts en burgemeester.

## Biografie
Van Wering was een zoon van de amanuensis anatomie Roelof van Wering en Christina Folkers. Hij was eerst gehuwd met Geertje van Laar, dochter van de scheepskapitein Jan van Laar en Trijntje Smith uit Groningen en daarna met Janna Krul, dochter van de sigarenfabrikant Pieter Krul en Jantje Wildervanck eveneens uit Groningen. Hij studeerde in Groningen vanaf 1892 geneeskunde aan de Rijksuniversiteit Groningen (RUG). In augustus 1915 werd hij, in plaats van de in juni van dat jaar overleden apotheker Johannes van Dam, leraar normaallessen in Oude Pekela. Van Wering was al enige tijd aangesteld als tijdelijke arts in Oude Pekela en was daar van maart 1900, als opvolger van dr. A.P. de Groot, tot 1917 werkzaam als huisarts. Hij was sinds 1909 lid van de gemeenteraad. In 1917 werd hij aangezocht voor de vacante positie van burgemeester, een functie die hij tot 1918 uitoefende.
Niet alleen in deze gemeente, maar ook daarbuiten in de hele provincie, was Van Wering bekend. Als oprichter en secretaris van de Provinciale Groninger Vereniging Het Groene Kruis was zijn naam onafscheidelijk verbonden aan deze instelling.
Op 18 december 1901 werd op zijn initiatief te Oude Pekela een afdeling van het Groene Kruis opgericht. Als lid van de gezondheidscommissie van Winschoten werden zijn adviezen gewaardeerd. Hij overleed aan de Spaanse griep, gedurende de grieppandemie die gedurende 1918-1919 heerste. Hij werd begraven in het familiegraf op de Noorderbegraafplaats in Groningen. Zijn dochter was de klaveciniste Janny van Wering.
In 1919 werd te Oude Pekela een straat naar hem genoemd.